# Miguel Ángel Ferriz Sr.
Miguel Ángel Ferriz (México; 29 de noviembre de 1899-Ciudad de México, México; 1 de enero de 1967) fue un actor mexicano. 

## Biografía
Miguel Ángel Ferriz nace el 29 de noviembre de 1899, desde muy joven debuta como actor en teatro, y tiene participaciones en las películas mudas Cuauhtémoc (1918) y la que quizá sea la cinta silente más importante del cine mexicano: El automóvil gris, célebre por tener entre sus escenas un fusilamiento real.
Después de sus primeros pasos en cine, se dedica de lleno al teatro, y es en la compañía de Virginia Fábregas, que conoce a la que sería su esposa, la también actriz Matilde Palou. Hacia finales de los 30 comienza a participar constantemente en el cine, en 1940 Chano Urueta, con quien ya había trabajado en La noche de los mayas (1938) le da el estelar de la cinta Los de abajo, basada en la célebre novela de Mariano Azuela y acompañado de actores de prestigio como Domingo Soler, Carlos López Moctezuma, Eduardo Arozamena, Esther Fernández, Isabela Corona, Miguel Inclán y Emilio Fernández. Después de los de abajo, comenzaría una prolífica carrera dentro del cine, en donde trabajo en cintas clásicas como El charro negro (1940), Historia de un gran amor (1942), El Peñón de las Ánimas (1943), Flor silvestre (1943), Nana (1944), El siete machos (1951), Todos son mis hijos (1951), Trotacalles (1951), La extraña pasajera (1953), La rebelión de los colgados (1954), La tercera palabra (1955), La fièvre monte à El Pao (1960), Mi madre es culpable (1960) y La sombra del caudillo (1960).
Miguel Ángel Ferriz, que también incursionó en el doblaje haciendo la voz de Alfred Hitchcock en su serie de televisión y fue director del departamento de teatro del INBA, continuó trabajando hasta poco antes de su muerte en la Ciudad de México el 1 de enero de 1967.